# Raymond Bonney
Raymond Leroy „Ray” Bonney (Phoenix, New York, 1892. április 5. – Hyannis, Ontario, Kanada, 1964. október 19.) olimpiai ezüstérmes amerikai amatőr jégkorongozó.

## Életpályája
Az 1920-as nyári olimpián ezüstérmet nyert amerikai férfi jégkorong-válogatottal, az elődöntőben 2–0-ra kaptak ki a későbbi győztes kanadai válogatottól, a rájátszás során pedig előbb a svéd, majd a csehszlovák válogatottat verték nagy arányban, megszerezve ezzel az ezüstérmet.
Kanadában nevelkedett fiatal korában. A minnesotai Saint Paul AC-ben játszott, amikor az olimpiára ment. Ő volt a kapus.